# Lucky Strike
Lucky Strike — марка американських сигарет. Під даною маркою спочатку випускався жувальний тютюн. Одна з найстаріших сигаретних марок, веде історію з 1869 року. 1905 року була придбана компанією American Tobacco Company (ATC), що стала згодом British American Tobacco.

## Історія
За власними даними, в 2007 році під маркою випущено 23 мільярди сигарет для продажу в більш ніж 80 країнах світу.
Бренд був представлений Р. А. Паттерсоном в 1871 році у вигляді жувального тютюну і вже потім сигарет. 1905 року компанія була придбана American Tobacco Company.
Легенда свідчить, що Р. А. Паттерсон купив тютюнову фабрику, неабияк постраждалу в результаті пожежі, яка своєю чергою стала результатом страйку (strike). Скупий новий господар не викинув підгорілий тютюн, а підмішав його до звичайного, несподівано отримавши новий смак. Назву для суміші було придумано двозначну: сполучення lucky strike, що зазвичай перекладається як «несподівана удача», може означати і «вдалий страйк».
У 1917 році став використовувати слоган «it's Toasted», який інформував клієнтів про нову методику просушування тютюну — «обсмажування», а не сушінні на сонці. У тому ж році з'являється напис «L. S. M. F. T.» («Lucky Strike means fine tobacco») на упаковці.
У 1935 році ATC почала спонсорувати «Your Hit Parade», популярність марки різко зросла і не знижувалася близько 25 років. Була запущена серія реклами із залученням відомих голлівудських акторів, наприклад, у ній знімався Дуглас Фербенкс.
Фірмова темно-зелена пачка змінила колір на білий в 1942 році під слоганом «Lucky Strike Green has gone to war» («Зелень Lucky Strike пішла на війну»). Компанія пояснила зміну упаковки тим, що вони використовували мідь і хром, які були необхідні під час Другої світової війни.  Насправді колір упаковки був змінений, щоб зробити її сучаснішою та привабливою для жінок (маркетингові дослідження показали, що зелена упаковка не була досить привабливою для жінок, які тоді стали активними споживачами тютюнової продукції). Війна стала відмінним прикриттям, щоб зробити упаковку більш привабливою і водночас патріотичнішою. Існує легенда, що під час Другої світової війни льотчики, які скинули бомби на Хіросіму і Нагасакі, сказали після попадання: «Lucky strike. It's toasted!», і якщо ви уважно подивитеся на пачку, то стане очевидно, що це прапор Японії.
У 1978 і 1994 році права на експорт були придбані компанією Brown & Williamson. У шістдесяті були запущені сигарети з фільтром на додаток до ментолових Lucky Strike Green (Слово «green» означало наявність у сигаретах ментолу, а ніяк не колір пачки). Наприкінці 2006 року в Північній Америці виробництво Luckies було згорнуто, але British American Tobacco продовжує просування і підтримку бренду.
R. J. Reynolds продовжує випуск сигарет без фільтра. 2007 року з'являється нова "подвійна упаковка, де 7 сигарет було відокремлене від інших. У цьому ж році знявся в рекламі Хе Пінгпінг (He Pingping), найменша людина на планеті.

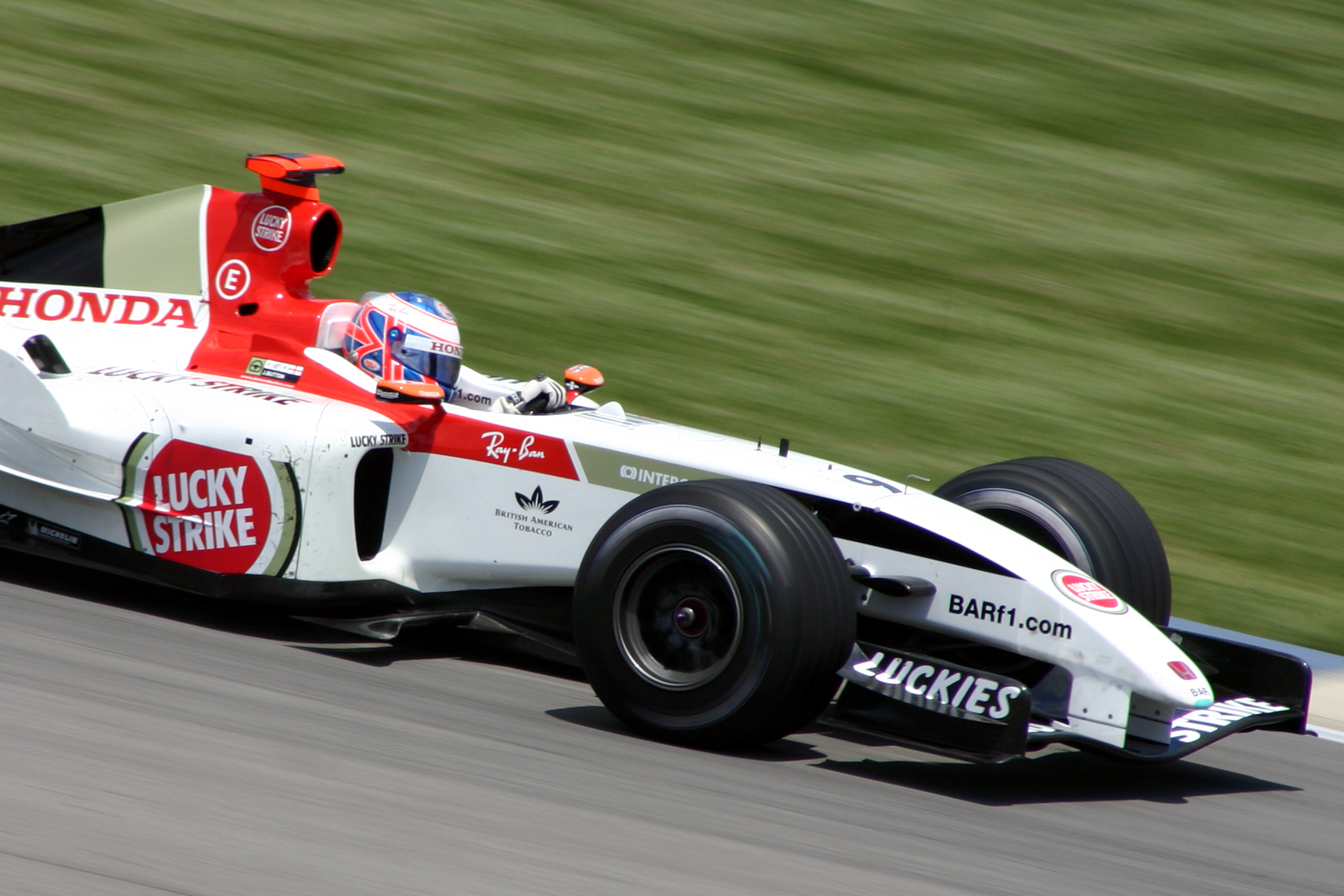
Логотип Lucky Strike на боліді BAR Honda

У 1997 році British American Tobacco викупила команду Формули-1 Tyrell, пізніше команду купила компанія Honda і до кінця сезону 2006 року логотипи Lucky Strike були присутні на автомобілях.
У 2009 році британська упаковка змінює класичний червоний круг «легких» Lucky Strike на синій, щоб покупцям було простіше відрізнити міцний сорт від легкого. 

## Сорти сигарет Lucky Strike

### Продукція в Європі
| Назва сорту                     | Зміст смоли, мг/сигарета | Вміст нікотину, мг/сигарета |
| Lucky Strike Original Red       | 10                       | 0,8                         |
| Lucky Strike Original Blue      | 7                        | 0,6                         |
| Lucky Strike Original Silver    | 7                        | 0,6                         |
| Lucky Strike Click & Roll       | 7                        | 0,6                         |
| Lucky Strike Premium Blue       | 6                        | 0,5                         |
| Lucky Strike Premium Silver     | 4                        | 0,3                         |
| Lucky Strike Additive Free Red  | 10                       | 0,9                         |
| Lucky Strike Additive Free Blue | 7                        | 0,6                         |

У США у продажу існують лише два види Lucky Strike — Lucky Strike Original Non-filter (червоні м'які пачки без фільтру) та Lucky Strike Blue (блакитні пачки з фільтром).